# Guion cinematográfico

Detalle del guion para El Padrino II.

El guion cinematográfico es un tipo de guion destinado a la producción fílmica en el que se expone el contenido de una película de cine con los detalles necesarios para su realización.
El guion cinematográfico se divide  en secuencias o escenas, así como las acciones y los diálogos que se producen entre los personajes. También contiene la relación de los acontecimientos, las descripciones del entorno y todas cuantas acotaciones breves se puedan hacer para describir las emociones de los personajes. Un guion literario bien escrito tiene que transmitir toda la información necesaria para que el lector pueda visualizar el total desarrollo de la película en su imaginación: cómo transcurre el diálogo, cómo actúan los personajes y con qué objetos interactúan, sin especificar todavía los pormenores de la producción ni el trabajo de cámara, cosas que solo se incluyen en el guion técnico.
A lo largo del tiempo se han ido estandarizando ciertos requisitos de formato en los guiones. Son requisitos que la industria del cine espera encontrar en un guion profesional y van desde la tipografía hasta los márgenes y cómo marcar los cambios de escena: si la acción sucede en interiores, exteriores, de día o de noche. También se separa claramente el diálogo de los personajes del resto de la acción.

## Tipos de guion
El guion cinematográfico existe en dos versiones, dependiendo del momento de producción en que se encuentre. El trabajo comienza con el guion literario que da comienzo antes incluso de que se apruebe la producción, suele realizarlo únicamente el guionista y muchas de estas obras no llegan nunca a convertirse en películas. 
Cuando un productor aprueba un guion literario se comienza el trabajo para desarrollar el guion técnico. En este segundo caso participan más personas empezando por el productor, que puede exigir los cambios que considere, siguiendo por el Director que suele cambiar partes enteras y le añade cuantos detalles técnicos necesite para realizar cada uno de los planos de la película.

## Formato

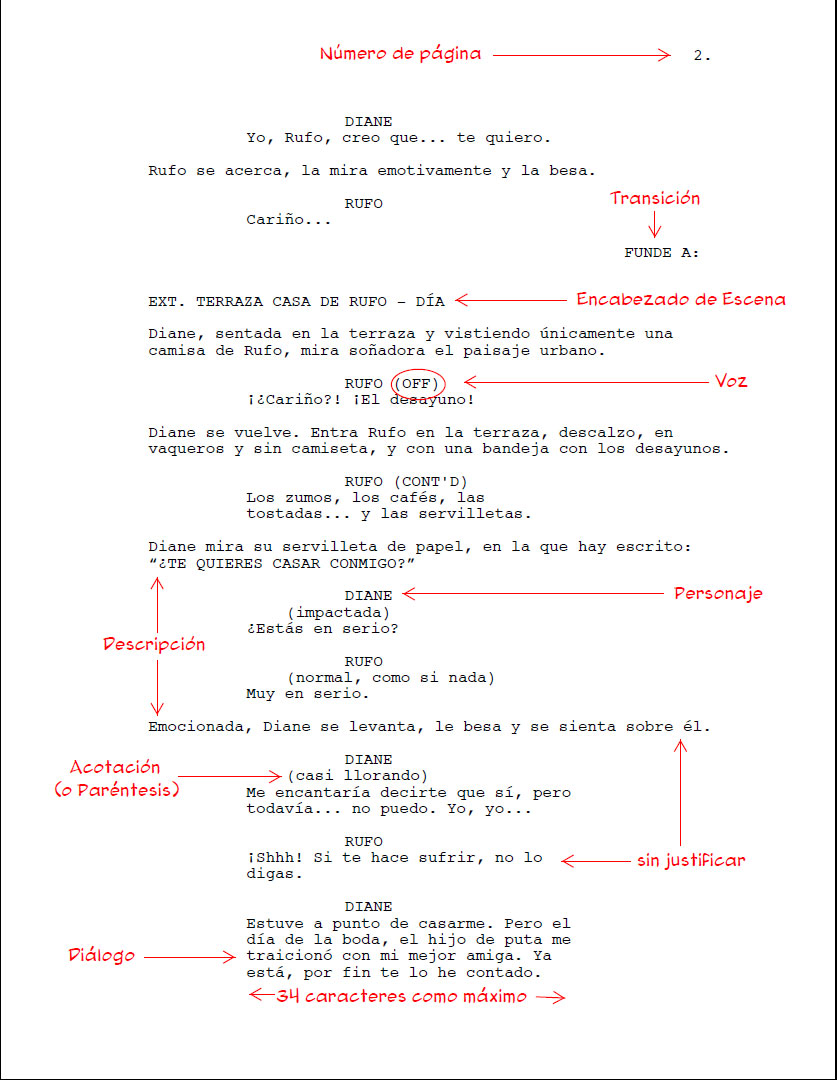
Guía de formato para un guion cinematográfico.

El guion cinematográfico, que también se utiliza en televisión para las producciones a una cámara, maneja un formato bastante específico. 
Entre la información que encierra el formato, está la convención entre los productores de que una página de guion se corresponde con un minuto de proyección en pantalla. Esta regla no es exacta, pero puede servir de manera efectiva para medir la duración de un proyecto.

### Elementos de formato
Un guion está conformado por 7 elementos. Cada uno de estos se escribe de una manera particular, y su forma encierra información relevante para los miembros del equipo de producción. 

#### Encabezado de secuencia o escena
Los encabezados de secuencia o escena describen el lugar donde transcurre la acción. 
Los encabezados están compuestos por las siguientes 4 partes
1. El número de secuencia o escena.
2. El lugar donde la escena transcurre.
3. Indica si la escena transcurre en un interior o un exterior.
4. Indica la hora del día en que transcurre la acción.

El primer elemento del encabezado es el número de secuencia o escena. Esta es correlativa de principio a fin de la película.
El segundo elemento es lugar donde transcurre la escena. Esta información puede ser general o específica, según las necesidades particulares del guion.
El tercer elemento es la abreviación “EXT.”, de exterior, o “INT.”, de interior, que indica si la acción se realizará al aire libre o en un lugar cerrado. También se emplea “I/E.” para indicar un lugar que es tanto un interior, como un exterior. como ejemplo: un automóvil o la puerta exterior de una casa, que puede tener tomas tanto en el interior como en el exterior del escenario.
El cuarto elemento es la hora del día en que transcurre la acción. Por lo general se especifica si es “DÍA” o “NOCHE”, ya que el uso principal de esta información es definir si la escena se rodará de día o de noche. Sin embargo, cuando la historia lo necesita, se pueden utilizar horas más específicas como: “AMANECER” o “ATARCEDER”, etc.
Cuando la escena anterior y la presente muestran una acción continua, la hora del día se presenta con el texto “CONTINUO”. Esto indica que mantiene la misma hora del día que la escena anterior. 912
EJEMPLOS
SEC. 1. CASA - INT. DÍA
SEC. 2. HOTEL EMPERADOR – HABITACIÓN 503 –  EXT. NOCHE
SEC. X.. AUTOMÓVIL DE JORGE – CONTINUO. 
Un encabezado de secuencia o escena siempre debe ser seguido por una descripción, nunca por otro elemento del guion. Tampoco debe ser el último elemento de una página; cuando esto sucede, debe situarse en la página siguiente.

#### Descripción
La descripción, también llamada acción o dirección, consiste en párrafos que describen lo que ve (y escucha) la cámara. Consecuentemente no se deben introducir oraciones que no se puedan filmar, como sentimientos, intenciones, etc.
La descripción se escribe siempre en tiempo presente, ya que está describiendo lo que está sucediendo, y omite referencias redundantes como “vemos”, o “se ve” (ya que se entiende que si está escrito como descripción, es porque la cámara lo ve).
```
INT. HABITACIÓN – NOCHE

MARÍA... ENTRA. Mira a su alrededor. Sus ojos
aguados. Sobre la cama un vestido viejo. Lo toma y lo
acaricia. Pasa saliva.

NICOLÁS se asoma por la puerta. María se sobresalta. Deja el
vestido sobre la cama. Se sonroja.
```

Los párrafos de las descripciones suelen ser cortos, para facilitar la lectura y que sea más entendible. De esta manera al sacar a la venta el guion, pueda ser exacto y preciso .
El texto se escribe en minúsculas, salvo cuando se presenta información particular, que se escribe en mayúsculas:
- Cuando aparece un personaje por primera vez (las veces subsecuentes que aparece ese personaje, se escribe en minúsculas). Esto con el fin de facilitar el desglose de guion.
- Cuando se describe un sonido o un efecto sonoro.
- Cuando se describe una dirección de cámara, como: PANORÁMICA, CÁMARA BAJA, ÁNGULO, etc. Sin embargo, vale aclarar que este tipo de indicación no le corresponde al guionista, sino a las personas que hacen el guion técnico (director, director de fotografía, asistente de dirección), conocido también como desglose o "decoupage". Cuando el director escribe su propio guion, suele introducir estas indicaciones.
- Cuando se describe el texto de un mensaje que el público leerá en pantalla.

```
FELIPE, 
un joven alto de 34 años observa como un avión despega.

El avión pasa
 SOBRE LA CÁMARA. 
Se pierde entre las nubes.

Repentinamente, el motor derecho
 EXPLOTA.

Felipe mira su celular. Un mensaje de texto dice:
 “ES TU CULPA”.

Felipe llora.
```

#### Personaje
Antes de cada bloque de Diálogo, se debe especificar qué personaje lo recitará. El nombre del Personaje debe escribirse en mayúsculas, alineado (no centrado) a 10.4 cm del borde de la hoja.
```
Pedro mira hacia el público.

                    PEDRO
          
Mi nombre es PEDRO

```

El nombre del personaje debe ser constante a lo largo del guion, así sea un personaje que cambia de nombre durante la historia, o que diversos personajes lo conocen por diferentes nombres. La razón es que este elemento del guion está dirigido al actor que debe memorizar las líneas, más que al personaje.
A la derecha del personaje, algunas veces se colocan marcas particulares entre paréntesis, que dan información de producción (no confundir con la acotación, la cual da información de actuación, y se escribe en el renglón siguiente). Algunas de estas marcas son:
1. (CONT’D): Indica que el personaje que dijo el último Diálogo de la escena, es el mismo que dirá la siguiente. Esto se utiliza para facilitar la lectura, ya que lo usual es que un personaje hable y luego siga uno diferente.
2. (O.C.): Del inglés Off-Camera. Indica que el personaje que habla está en la escena pero la cámara no le registra.
3. (O.S.): Del inglés Off-Screen. Indica que el personaje que habla no aparece en pantalla.
4. (V.O.): Del inglés Voice Over. Indica que el personaje que habla no está en la escena, como es el caso de los narradores. La principal diferencia entre (V.O.) y (O.S.) es que el diálogo del Voice Over no lo escuchan los personajes de la escena, mientras que el diálogo Off-Screen, sí.
5. (OFF): Para indicar que ese diálogo lo dice un narrador o personaje que no vemos en la pantalla. Algunos guionistas suelen englobar (O.C.), (O.S.) y (V.O.) con el término (OFF).

```
                    
NARRADOR
 (V.O.)
          
En algún lugar de la mancha, de

          
cuyo nombre no quiero acordarme--

La silueta de un hombre a caballo sobre el sol de la mañana.

                   
NARRADOR
 (V.O.) (CONT’D)
          
--no ha mucho tiempo que vivía un

          
hidalgo de los de lanza en

          
astillero, adarga antigua, rocín

          
flaco y galgo corredor.
```

#### Diálogo
El bloque de diálogo indica las palabras que los actores recitarán. Se escribe en minúsculas, alineado (no centrado), con un margen izquierdo de 6.8 cm desde el borde izquierdo de la hoja, y uno derecho de 6.1 cm desde el borde derecho de la hoja.
```
                    
CAMILO

          No sé qué decir. Estoy tan
          emocionado de saber que ustedes
          quieren escucharme.
```

Un Diálogo nunca debe aparecer sin indicar qué personaje lo recitará. Cuando es muy extenso, y pasa a la página siguiente, la marca “(MAS)” se coloca al final del texto que alcanza a aparecer en la primera página, y en la siguiente, debe iniciarse con el personaje, seguido de la marca “(CONT’D)”.
```
                     
ROBERTO

          
No, es que cuando uno tiene

          
muchas cosas que decir, lo mejor es

          
que las diga de a poquitos, ahá.

                     (MÁS)
```

```
------------------<CAMBIO DE PÁGINA>------------------
```

```
                    
ROBERTO
 (CONT’D)
          
No ven que si uno habla mucho, la

          
gente no le pone atención.
```

Puesto que el diálogo representa los patrones lingüísticos de una gran variedad de personas, es correcto escribirlos con errores gramaticales y coloquialismos. Para facilitar la lectura, los números acostumbran escribirse en palabras.
Cada diálogo es un párrafo continuo, por largo que sea.
Cuando un diálogo es interrumpido se utiliza en símbolo “--“ para indicar que en ese punto el personaje deja de hablar abruptamente.
```
                     
ALEJANDRO

           
Cuarenta y cuatro pesos que
--
```

Para darle énfasis a una palabra o frase, ésta se puede subrayar.

#### Acotación
La acotación o paréntesis es un elemento del formato de guion, destinado a dar información adicional a la forma que un diálogo debe ser dicho. La instrucción se coloca entre paréntesis, alineado a 8.6 cm del borde de la hoja. Se escribe totalmente en minúsculas, es decir, no se capitaliza la primera letra y se debe colocar entre el personaje y el diálogo, o entre bloques de diálogo.
Las acotaciones se deben usar esporádicamente, y sólo cuando sean necesarias.
```
                    
JUAN

               (sarcástico)
           
Nunca había visto alguien tan

           
inteligente como tú, Alejandro. 

               (pausa)
           
Te veo mañana.
```

#### Transición
Las transiciones indican varios métodos para pasar de una escena a otra, como varios tipos de cortes y disolvencias. Estas se escriben en mayúsculas, alineadas a 15.2 cm del borde izquierdo de la página.
La excepción es el “FADE IN:” que se acostumbra colocar para indicar el inicio de un guion. Esta transición se tabula a 4.3 cm.
```
FADE IN:

EXT. BOSQUE – NOCHE

Una figura se mueve entre los árboles de un tenebroso bosque

de pinos.

                                           DISOLVENCIA A:

INT. CASA – NOCHE
```

Las transiciones terminan en dos puntos “:” cuando indican una relación con la escena siguiente, y en punto “.” cuando no.
```
Juan cae inconsciente.

                                            CORTE A NEGRO.

EXT. BOSQUE – NOCHE
```

Antiguamente, cuando se terminaba una escena se marcaba la transición “CORTE A:”, antes de iniciar la siguiente. Sin embargo, el Encabezado de Escena que no es precedido de una transición tiene un “CORTE A:” implícito, por lo cual hoy en día no se utiliza mucho. Sin embargo, todavía se ve en algunas escenas, cuando un escritor quiere darle cierta puntuación al final de una secuencia.
```
El cielo se oscurece y comienza a llover a cántaros. Un

TRUENO.

                                            CORTE A:

INT. CABAÑA – NOCHE
```

Una transición nunca debe iniciar una página. Cuando esto sucede, una porción de la descripción o del Diálogo que la antecede, debe trasladarse a la nueva página.

#### Plano
El plano es un elemento que indica una instrucción de dirección. Se utiliza para resaltar que un plano cinematográfico particular es fundamental para la historia. Puesto que la elección de los planos es función del director y no del guionista, este elemento debe usarse con moderación.
El plano se escribe en dos partes: Se separa el sujeto de la acción, en dos líneas diferentes.
La línea que describe al sujeto va en mayúsculas, y la línea que describe la acción va en minúsculas. Pero a pesar de estar dividida en dos renglones, a nivel de puntuación, se trata como si fuera una sola oración.
```
Llueve sobre la playa de Normandía.

SOLDADOS

salen de las trincheras.
```

### Medidas y formalismos

#### Tipografía
La fuente tipográfica debe ser Courier, o Courier New, de 12 puntos, la cual es una familia tipográfica monoespaciada, que tiene las características de las máquinas de escribir.
Todos los textos van alineados a la izquierda, no se centran ni se justifican.

#### Papel
En la mayoría de América se utiliza el papel carta, en Estados Unidos el papel carta de 3 perforaciones y en Europa el A4. El tipo de papel varía ligeramente los márgenes.

#### Márgenes
Una página debe tener un máximo de 57 líneas, escritas a espacio sencillo, con un margen superior de 1.3 cm, y un margen inferior de 2.5 cm
|                              | Margen Izquierdo | Margen Derecho             | Longitud Máxima       |
| ---------------------------- | ---------------- | -------------------------- | --------------------- |
| Encabezado de escena         | 4.3 cm (1.7”)    | 3.3 cm (1.1”)              | 57 caracteres.        |
| Descripción                  | 4.3 cm (1.7”)    | 3.3 cm (1.1”)              | 57 caracteres.        |
| Personaje                    | 10.4 cm (4.1”)   | Hasta donde sea necesario. | La que sea necesaria. |
| Diálogo                      | 6.8 cm (2.7”)    | 6.1 cm (2.4”)              | 34 caracteres.        |
| Acotación                    | 8.6 cm (3.4”)    | 7.9 cm (3.1”)              | 19 caracteres.        |
| Transición                   | 15.2 cm (6.0”)   | 3.3 cm (1.1”)              |                       |
| Plano                        | 4.3 cm (1.7”)    | 3.3 cm (1.1”)              | 57 caracteres.        |
| Número de escena (Izquierdo) | 2.5 cm (1.0”)    |                            |                       |
| Número de escena (Derecho)   | 18.8 cm (7.5'')  |                            |                       |
| Número de página             | 18.2 cm (7.2”)   |                            |                       |

#### Numeración de escenas
Cuando un guion entra a preproducción, las escenas se numeran consecutivamente (antes de la preproducción, un guion no debe tener numeradas las escenas). Se coloca el número de la escena a la izquierda y a la derecha del Encabezado de Escena. El número que va la izquierda se alinea a 2.5 cm del borde izquierdo de la página y el número de la derecha a 18.2 cm.
```
25     
INT. OFICINA - DÍA
                                         25
```

Cuando una escena continúa a la siguiente página, el número de escena se coloca al lado de la marca de continuación.
```
25     
CONTINÚA:
                                                  25
```

##### Eliminar escenas en un guion de producción
Cuando el guion está bloqueado, y se elimina una escena, esto se indica de la siguiente manera:
```
25     OMITIDA                                                    25
```

##### Agregar escenas a un guion de producción
Cuando el guion está bloqueado, y se agrega una escena nueva, se le asigna un número nuevo que la identifique. Este identificador se forma por el número de la escena anterior, seguido por una letra.
```
15     
OMITIDA
                                                    15

15A    
INT. OFICINA - NOCHE
                                       15A

       
Marisol Valenciano se autopregunta si Piru Casoy llegó a España. Mira por la ventana de su oficina. El TELÉFONO

       
TIMBRA.

16     
EXT. PARQUE - DÍA
                                          16
```

Cuando se insertan escenas entre escenas que ya están numeradas con letras, se añade una letra que anteceda al número.
```
15     
OMITIDA
                                                    15

A15A   
EXT. OFICINA - NOCHE
                                       A15A

       
Rafael camina hacia un edificio de oficinas.

15A    
INT. OFICINA - NOCHE
                                       15A
```

El patrón indica que la escena A1 precede a la escena 1, y luego de la escena 1, sigue la 1A. Después de la 1A sigue la 1B, la 1C, etc.

#### Numeración de páginas
El número de página en un guion se coloca a 18.2 cm del borde izquierdo de la página, y a 1.3 cm del borde superior. El número de página va inmediatamente seguido de un punto ".", el cual facilita distinguirlo de un número de escena.
```
                                                               10.

19     INT. BASE MILITAR - MAÑANA                                 19
```

Cuando el guion es bloqueado, y se agrega una página nueva, esta nueva página es numerada con el número de la página anterior, seguida por una letra.
```
                                                               10A.

19     INT. BASE MILITAR - MAÑANA                                 19
```

Si implica continuar una escena:
```
                                                               10A.

19
     CONTINÚA:                                                  
19
```

Si se agrega escena y página:
```
                                                               10A.

19A    
EXT. BASE MILITAR - MAÑANA
                                 19A
```

Para la numeración de páginas se utiliza la misma convención que para numerar las escenas; es decir: la página A10 precede a la página 10, y luego de la página 10, sigue la 10A.
La excepción a esta regla es la página 1, la cual no se numera.

### Variaciones

#### Variaciones en el encabezado de escena
- En algunas producciones europeas se usa la abreviatura "SEC." para referirse a secuencia o escena (En la tradición americana, las secuencias no se marcan en el guion cinematográfico). Posteriormente sigue el número de secuencia. Luego la localización, y para finalizar se indica si es una escena de interior o exterior y si transcurre de noche o de día. [cita requerida]

```
SEC. 23. CALLEJÓN VACÍO. EXT/NOCHE
```

El principal problema que se encuentra con esta variación, es que los paquetes de software de producción para hacer desgloses, como Movie Magic Scheduling Archivado el 4 de noviembre de 2009 en Wayback Machine. o Gorilla, no lo entienden, por lo cual el personal de producción debe hacer un doble trabajo al trabajar con guionistas que escriben encabezados de esta forma.
- En algunos países se le da negrita al Encabezado de Escena, para hacer más fácil localizarlo.

```
EXT. HOTEL EMPERADOR – HABITACIÓN 503 – NOCHE
```

- Con el fin de facilitar el desglose, algunos guionistas utilizan la barra oblicua “/” para separar los varios niveles de espacios de la escena.

```
EXT. HOTEL EMPERADOR / HABITACIÓN 503 – NOCHE
```

#### Variaciones en la descripción
- Antiguamente, cada vez que un personaje aparecía en una descripción, se escribía en mayúsculas. Esta práctica es muy poco común hoy en día.

```
FELIPE, 
un joven alto de 34 años observa como un avión despega.

El avión pasa sobre su cabeza y se pierde entre las nubes.

FELIPE
 mira su celular. Un mensaje de texto dice: “FUE TU CULPA”.

FELIPE
 llora.
```

#### El libreto de televisión
En países sin industria cinematográfica, algunos escritores de televisión han realizado guiones para cine utilizando los formalismos del libreto televisivo. [cita requerida]
Algunas diferencias son:
- Se utiliza el tipo de letra Arial 12.
- Los encabezados de escena van subrayados.
- Se introduce un pequeño resumen de la escena debajo del encabezado, y/o una lista de los actores que aparecerán en la escena.
- Las descripciones se escriben totalmente en mayúsculas.
- Los nombres de los personajes van seguidos de dos puntos. Ej: "JORGE:".
- Cada escena comienza al inicio de una página.